# Dashnyamyn Tömör-Ochir
Dashnyamyn Tömör-Ochir (nascido em 13 de agosto de 1964) é um ex-ciclista mongol que competiu no ciclismo nos Jogos Olímpicos de Verão de 1992 e 1996.